# Sainte-Terre
Sainte-Terre är en kommun i departementet Gironde i regionen Nouvelle-Aquitaine i sydvästra Frankrike. Kommunen ligger i kantonen Castillon-la-Bataille som tillhör arrondissementet Libourne. År 2022 hade Sainte-Terre 1 890 invånare.

## Befolkningsutveckling
Antalet invånare i kommunen Sainte-Terre
Referens:INSEE